# Paul Oswald Ahnert
Paul Oswald Ahnert (Chemnitz, 22 de noviembre de 1897-Sonneberg, 27 de febrero de 1989) fue un astrónomo alemán. Hizo fama en Alemania por publicar el Kalender für Sternenfreunde, un calendario de eventos astronómicos, desde 1948 hasta 1988.

## Vida

### Primera Guerra Mundial y entreguerra
Ahnert nació en Chemnitz, Reino de Sajonia. Durante la Primera Guerra Mundial sirvió en el ejército de Alemania como un soldado de campo. Luego del fin de la guerra se convirtió en miembro del Partido Socialdemócrata de Alemania (SPD), y fue un comedido oponente del ascenso del militarismo y de la derecha revanchista alemana. Entre 1919 y 1933 trabajó como profesor en una escuela elemental. De manera paralela, Ahnert desarrolló una ambiciosa carrera como astrónomo aficionado, y en 1923 publicó su primer artículo científico, en la revista Astronomische Nachrichten (AN 219 (1923), 165-70). Realizó reportes durante un largo periodo sobre estrellas variables que observaba desde su observatorio privado.

### Ascenso del Partido Nazi y Segunda Guerra Mundial
Cuando Adolf Hitler se convirtió en canciller, en 1933, el régimen Nazi removió a Paul Ahnert de su trabajo. Fue arrestado y encarcelado por unos meses en un campo de concentración. Luego de su liberación debió realizar trabajos ocasionales para mantenerse. En 1938 logró conseguir un trabajo en Observatorio Sonneberg, gracias a una invitación de Cuno Hoffmeister. Trabajó ahí durante la Segunda Guerra Mundial realizando cálculos, y como observador asistente, en un programa de largo plazo de revisiones estelares e investigación de campo.

### Postguerra
Después de la guerra conoció a la astrónoma Eva Rohlfs, en el Observatorio Sonneberg, y desposó en 1952. Este, su segundo matrimonio, duró sólo dos años, pues Eva falleció en 1954 a la edad de 41 años. Durante la década de 1950 Ahnert avanzó de observador asistente, a se un astrónomo de reputación internacional, gracias a sus observaciones sobre estrellas variables y sobre actividad solar.
Recibió un Doctorado Honorario de la Universidad de Jena en 1957. Su nombre se hizo bien conocido en Alemania, pues comenzó a publicar el "Kalender für Sternfreunde", un calendario anual de eventos astronómicos. Su primer volumen fue impreso en 1948. Paul Ahnert lo editó por más de 40 años, hasta que se retiró de esta tarea, a los 90 años.  Paul Ahnert falleció en Sonneberg, Thuringia, a la edad de 91 años. El asteroide (3181) Ahnert fue nombrado en su honor.